# Hogna burti
Hogna burti är en spindelart som först beskrevs av Hickman 1944.  Hogna burti ingår i släktet Hogna och familjen vargspindlar.
Artens utbredningsområde är Sydaustralien. Inga underarter finns listade i Catalogue of Life.